# 게임 내 광고
게임 내 광고(In-game advertising, IGA)는 전자 게임에서 광고하는 것이다. 이 광고는 제품 광고를 위해 특별히 제작된 게임을 의미하는 애드버게임(advergame)과는 구별한다. IGA 산업은 규모가 크고 성장하고 있다.
게임 내 광고는 2004년에 3,400만 달러, 2005년에 5,600만 달러, 2006년에 8,000만 달러, 2007년에 2억 9,500만 달러를 창출했다. 2009년에 IGA에 대한 지출은 6억 9,900만 달러에 달할 것으로 추정되며 2014년에는 10억 달러가 될 것으로 예상된다. 2016년까지 72억 달러로 성장할 것으로 예측됐다.
가장 초기에 알려진 게임 내 광고는 1978년 컴퓨터 게임인 어드벤처랜드(Adventureland)로, 다음 게임인 피레이트 어드벤처(Pirate Adventure)에 대한 자체 판촉 광고를 삽입했다.
게임 내 광고는 게임이 로드될 때 생성되는 일시 중지 동안 게임 내 광고판이나 광고와 같은 백그라운드 디스플레이를 통해 게임에 통합되거나 광고된 제품이 부품을 완료하는 데 필요하도록 게임 내에서 고도로 통합될 수 있다. 게임의 컷씬에서 눈에 띄게 등장한다. 맞춤형 프로그래밍이 필요하기 때문에 동적 광고는 일반적으로 배경에 표시된다. 정적 광고는 둘 중 하나로 나타날 수 있다. 기존 광고에 비해 게임 내 광고의 장점 중 하나는 소비자가 게임을 하는 동안 다른 미디어와 멀티태스킹할 가능성이 적다는 것이다.

## 같이 보기
- 광고게임